# Lombard–Velencei Királyság
A Lombard–Velencei Királyság (olaszul: Regno Lombardo–Veneto, németül: Königreich Lombardo–Venetien), egy a bécsi kongresszus által 1815-ben létrehozott történelmi államalakulat, amely az Osztrák Császárság egyik leggazdagabb és legfejlettebb korona- és örökös tartományát (Kron- und Erbland) képezte.  A porosz–osztrák–olasz háborúkat lezáró 1866-os prágai békével szűnt meg és lett az Olasz Királyság része. A királyság területe 1857-ben 47 500 négyzetkilométer volt, lakossága: 5 173 000 fő, amit északkeletről Ausztria további tartományai, délen a pápai állam, a Modenai és a Parmai Hercegségek, nyugaton a Szárd–Piemonti Királyság, míg északnyugaton Svájc határolta.

## Története

### A francia uralom vége Itáliában

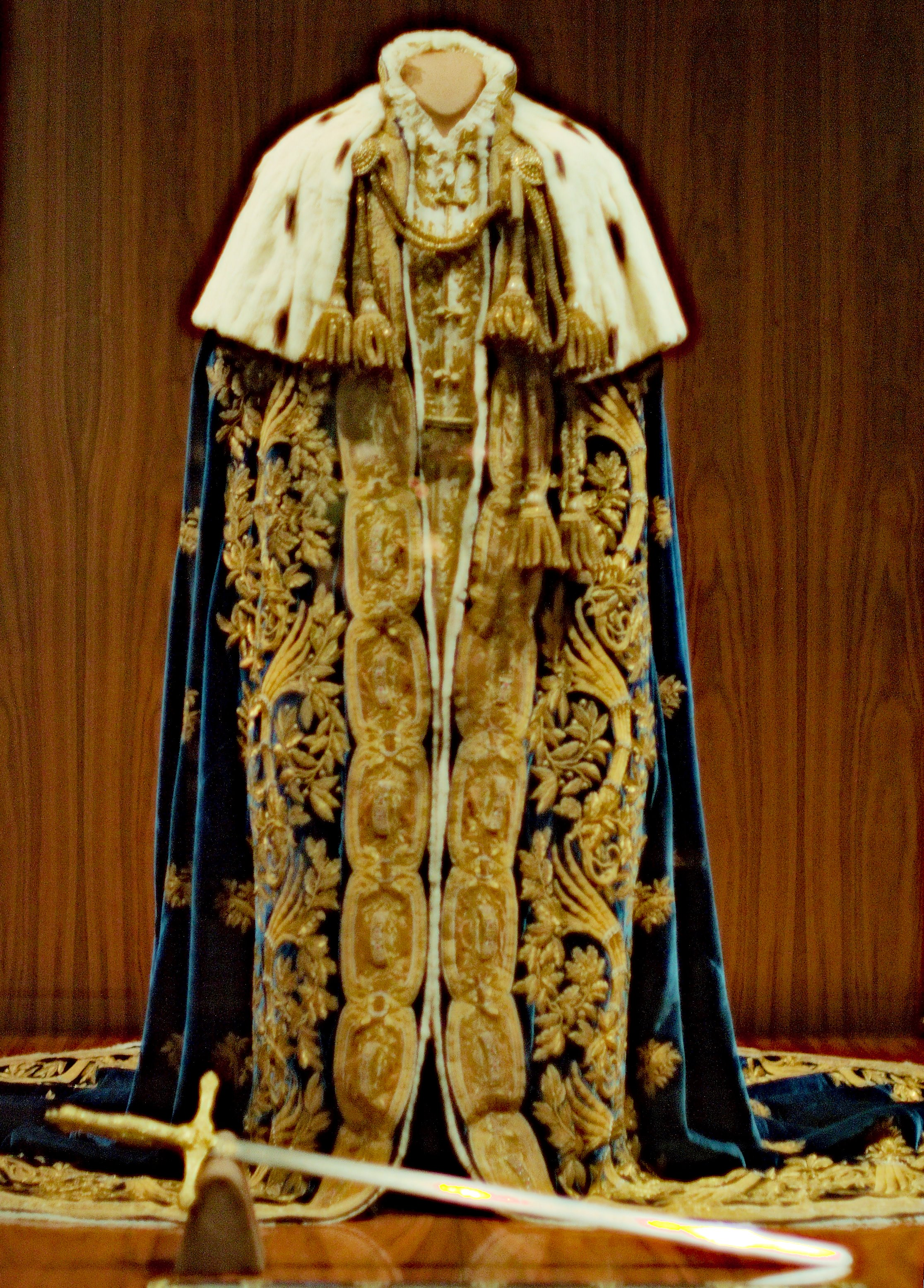
A lombard-velencei királyok koronázási jelvényei a bécsi császári kincstárban (Schatzkammer)

I. Napóleon francia császár hadereje az 1812-es oroszországi hadjáratban katasztrofális veszteségeket szenvedett. A következő évben, 1813-ban az Osztrák Császárság és szövetségesei sikeres háborút indítottak a meggyengült Franciaország ellen. Júniusban Napóleonnak ki kellett vonulnia Spanyolországból, augusztus végén, a grossbeereni csatavesztés után a franciákat kiszorították Poroszországból is.
Ausztria hadsereget küldött Itália visszahódítására is, Heinrich von Bellegarde császári tábornagy parancsnoksága alatt, aki 1814. február 8-án a Mincio folyónál megütközött az itáliai francia alkirály, Eugène de Beauharnais tábornagy hadseregével, és visszavonulásra kényszerítette. Bellegarde ügyes tárgyalási manőverekkel elérte, hogy Murat tábornagy, a nápolyi francia alkirály 1814. január 11-én elszakadt Napóleontól és szövetségre lépett Ausztriával. Március 31-én az osztrák és a porosz hadseregek elfoglalták Párizst, április 6-án Napóleon lemondott. Április 20-án Milánóban francia-ellenes összeesküvők megölték Giuseppe Prina minisztert. Beauharnais hadserege reménytelen helyzetbe jutott, tárgyalni kényszerült. 1814. április 23-án az Itáliai Királyság francia alkirálya Mantovában aláírta a kapitulációt.
Április 26-án Annibale Sommariva osztrák császári főbiztos, Bellegarde tábornagy nevében birtokba vette Lombardiát. Április 28-án egy 17 000 fős osztrák sereg elfoglalta Milánót. Május 25-én Bellegarde tábornagy megszűntnek nyilvánította az Itáliai Királyságot, és már az itáliai osztrák tartományok teljhatalmú főbiztosaként birtokba vette a meghódított tartományokat uralkodója, I. Ferenc osztrák császár nevében. Június 12-én Bellegarde tábornagyot kinevezték a tartományok főkormányzójává (Generalgouverneur).

### A Lombardia–Veneto államalakulat előzményei
Itáliában már a Német-római Birodalom idején is voltak Habsburg örökös tartományok, így Dél-Tirol (a mai olasz Trentino-Alto Adige tartomány), Trieszt, Görz és Gradisca, valamint a Velencei Köztársaságtól elhódított, de a magyar koronához tartozó Dalmácia, Isztria és Fiume. A középkori Milánói Hercegség (Ducato di Milano) területe, valamint Como, Pavia, Cremona, a Valtellina (Veltlin) völgy vidéke, a régi Velencei Köztársaság területe azonban korábban sohasem volt Habsburg-birtok. Az Osztrák Császárság (amely a Német-római Birodalom utódaként lépett fel) e tartományokat a napóleoni háborúkban győztes hatalmak (a bécsi kongresszus) döntése alapján annektálhatta.
Az új tartományokból látszólag autonóm közigazgatási egységet szerveztek. A Lombardia és Veneto tartományok egyesítéséből létrejött entitás perszonálunióban kapcsolódott az Osztrák Császársághoz, az állam uralkodója az osztrák császár lett, akit az általa kinevezett alkirály és főkormányzó képviselt. A közigazgatás hivatalos nyelve a német lett. Két fővárossal (Milánóval és Velencével), és egy közös kormánnyal rendelkező államot hoztak létre, amely a „Lombard-Velencei Királyság” nevet kapta. A megnevezés hosszú vitákban alakult ki. Az osztrákok nem akarták megtartani a Napóleon által kreált „Itáliai Királyság” (Regno Italico) nevét, amely 1805–1814-ig állt fenn. Szóba került a „Nyugat- és Kelet-Itália” megnevezés (Ost- und Westitalien, Italia orientale ed occidentale), sőt az „Osztrák-Itália” (Österreichische Italien, Italia austriaca) elnevezés is.
Éles viták folytak a két főváros, a két régió identitásáról. Milánó és Velence – a kora középkori Longobárd Királyság bukása óta – sohasem tartoztak egyazon korona fennhatósága alá. A napóleoni megszállás előtt mindkét városállam jelentős politikai önállóságot élvezett. Nem létezett olyan fogalom, amely egységesen jelölte volna a két régiót. Ezért döntöttek a kettős név mellett (évtizedekkel később ugyanígy jártak el Emilia és Romagna tartományok egyesítésénél). A névválasztást hivatalosan így indokolták: „Szándékunk a közelség érzésének felkeltése, amely lehetővé teszi a lombard és venét nép jövőbeli egységét” („un senso di avvicinamento che rendesse possibile un futuro unitario, tra le popolazioni lombarde e quelle venete”). A névválasztás nehézsége mutatta az új közigazgatási egység mesterséges mivoltát.

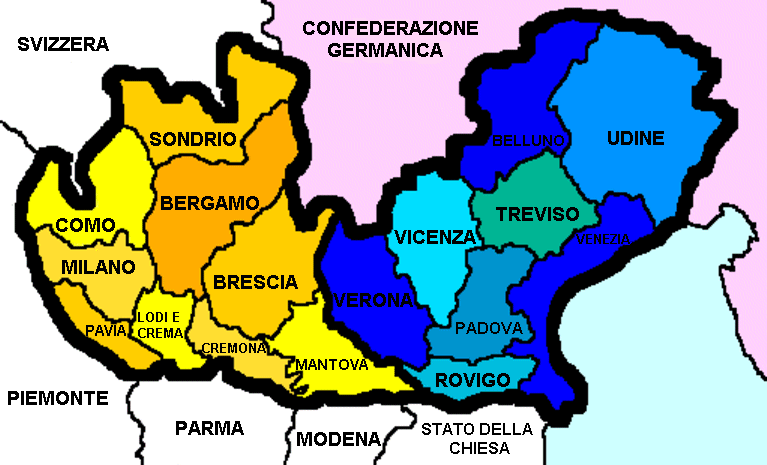
A Lombard-Velencei Királyság tartományai

### A Lombard-Velencei Királyság megalapítása
1815. április 7-én kihirdették az új állam, a Lombard–Velencei Királyság megalakulását az „itáliai osztrák államokból”. Az aktus a bécsi kongresszus hivatalos határozataiba is bekerült, amelyeket június 9-én, kilenc nappal Napóleon végső veresége, a waterlooi csata lezajlása előtt hoztak meg.
Az új állam uralkodója I. Ferenc osztrák császár lett, mint Lombardia és Veneto királya. A császár és király az uralkodói hatalmat 1814–48-ig egy osztrák alkirály személyén keresztül gyakorolta, milánói és velencei székhellyel. Az első alkirály Rainer József főherceg, Ferenc császár öccse lett. 1848 után a főhatalmat az osztrák főkormányzó kezébe adták. A legismertebb főkormányzók Radetzky tábornagy és Ferdinánd Miksa főherceg (a későbbi mexikói császár) voltak.
Lombardia és Veneto között a határt a Mincio folyó képezte. Mindkét államrésznek volt saját kormányzótanácsa (Consiglio di Governo), a főkormányzó és a helytartók alá rendelve, és különféle közigazgatási szervezetei, a Központi Kongregációk (Congregazioni Centrali), amelyek irányították a helyi (tartományi és városi) közigazgatásokat (Congregazione Provinciali e Municipali).
A főkormányzó hatásköre (a Kormányzótanácsokon keresztül) kiterjedt a cenzúrára, a költségvetés általános felügyeletére, az iskolák és közmunkák irányítására, a tartományi gyűlések tagjainak kinevezésére és felügyeletére. Emellett utasíthatta az osztrák birodalmi hadseregnek a Királyságban állomásozó egységeit, főként a közrend helyreállására és fenntartására, ha a helyzet megkívánta.
A politikai hatalom igen erősen a Bécs által kinevezett főkormányzó és a bécsi kormány kezében összpontosult. Az alkirály személye főleg a reprezentációra korlátozódott, fényes palotákat és nagy udvart tartott fenn.

### A Királyság belső problémái
A Királyságot kinevezett, és nem választott tisztviselők irányították. Az Itáliában állomásozó főhivatalnokok túlnyomó része német-osztrák nemzetiségű volt, bár a császári hadsereg összetétele jól tükrözte az Osztrák Császárság nemzetiségeinek sokszínűségét. A helyi olasz patriciusok számára csak a tartományi és városi tanácsok (Kongregációk) kínáltak másodlagos fontosságú tisztségeket. Például a Városi Kongregációk hatásköre csak a középületek, plébániatemplomok és a belső utak karbantartására, saját hivatalnokainak javadalmazására, és a helyi rendőrség kiadásaira terjedt ki.
1816. január 1-jén a Királyság területén az osztrák polgári és büntető törvénykönyv lépett hatályba.
A politikai és gazdasági életet a bécsi kormány és a mindenütt jelenlévő osztrák hivatalnokok határozták meg. Az olasz lakosság még rosszabbnak érezhette saját helyzetét, mint a Napóleon által létrehozott Itáliai Királyság idején. Ennek uralkodója Napóleon császár, francia alkirálya Eugène (Eugenio) de Beauharnais volt. Ők nem egy Párizsból irányított protektorátust állítottak fel, hanem autonóm közigazgatást szerveztek, a hagyományos helyi patrícius vezetők bevonásával. A helyi milícia is olaszokból állt, ebben számos olasz tiszt és magasabb parancsnok teljesített szolgálatot. Az osztrákok által kiépített központi irányítás – bármennyire hatékony és korszerű volt is – a Lombardia és Velence állami hagyományait megőrizni kívánó lakosságban ellenállást szült, növelte az olasz egységmozgalom (risorgimento) híveinek számát, és politikai instabilitáshoz vezetett. Ennek első jelei már 1820-ban megmutatkoztak. Amikor alkalom adódott, a helyi politikai elit és a lakosság nagy tömegei nyíltan szembefordultak az osztrák hatalommal (1849, 1859, 1866).

### Katonai jelentősége

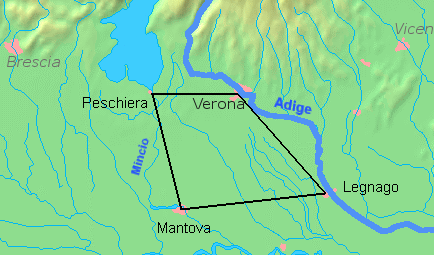
A Várnégyszög 1859 előtt

A Lombard–Velencei Királyság katonai jelentőségét két tényező adta. Hagyományosan a Császári-Királyi Hadsereg legmagasabb harcértékű seregtestei állomásoztak itt, az Itália feletti hegemóniát és Franciaország szemmel tartását biztosítandó, továbbá itt feküdt az Osztrák Császárság és egész Európa egyik legnagyobb erődrendszere, a Erődnégyszög (Várnégyszög, oberitalienisches Festungsviereck, olaszul Quadrilatero austriaco), azaz Mantova–Peschiera del Garda–Verona–Legnago megerődített övezete. 

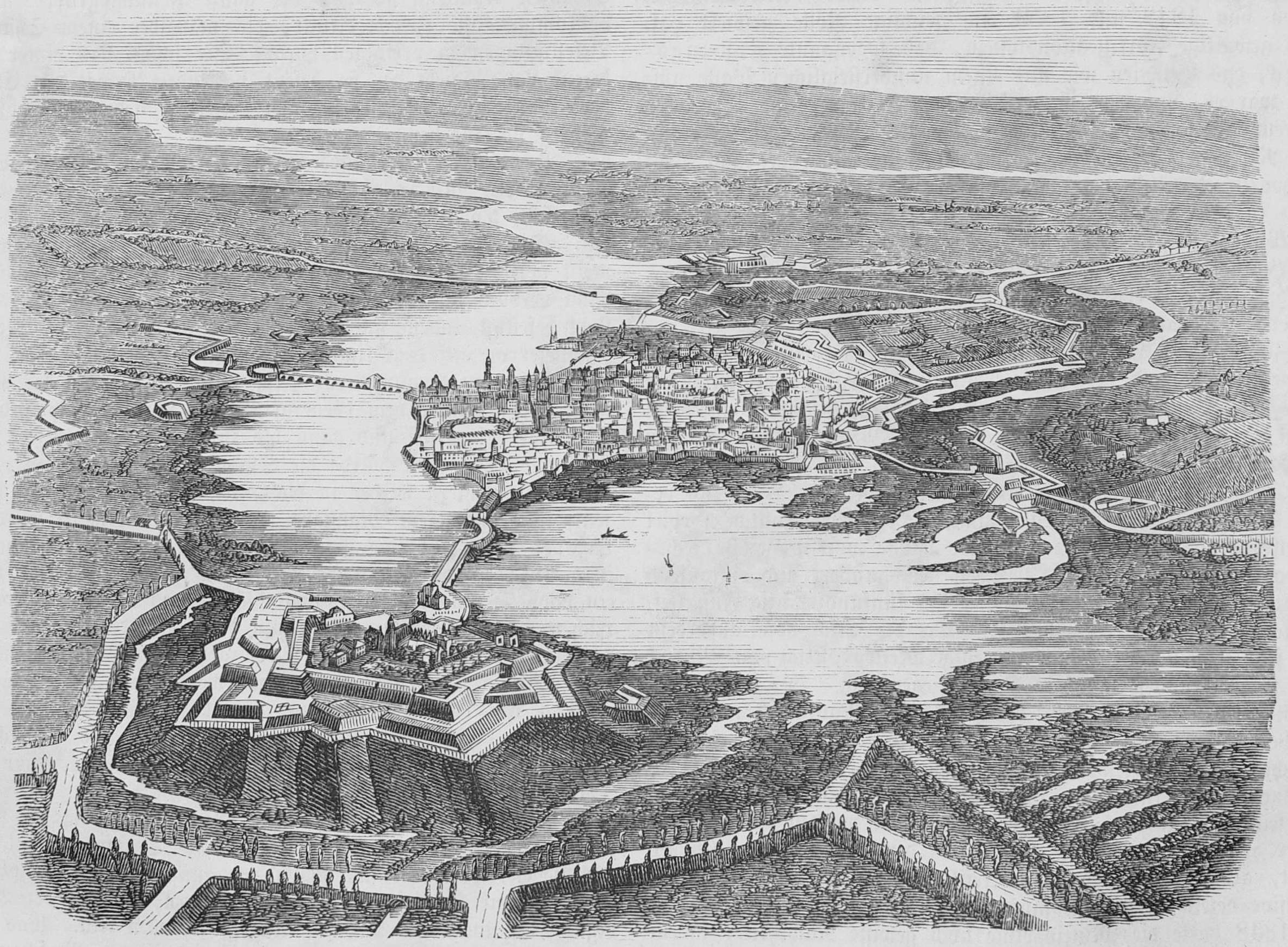
Mantova erődje
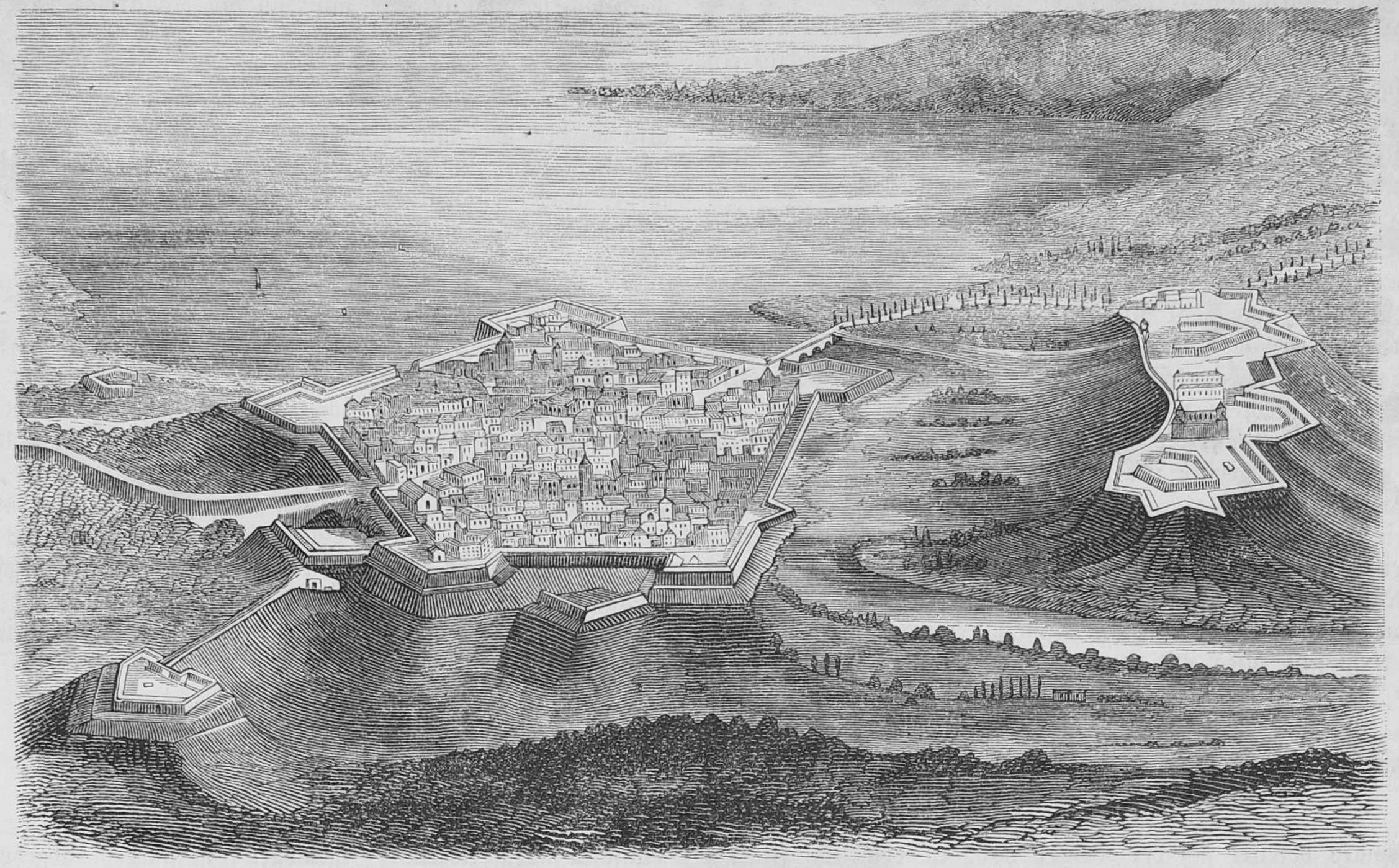
Peschiera del Garda erődje
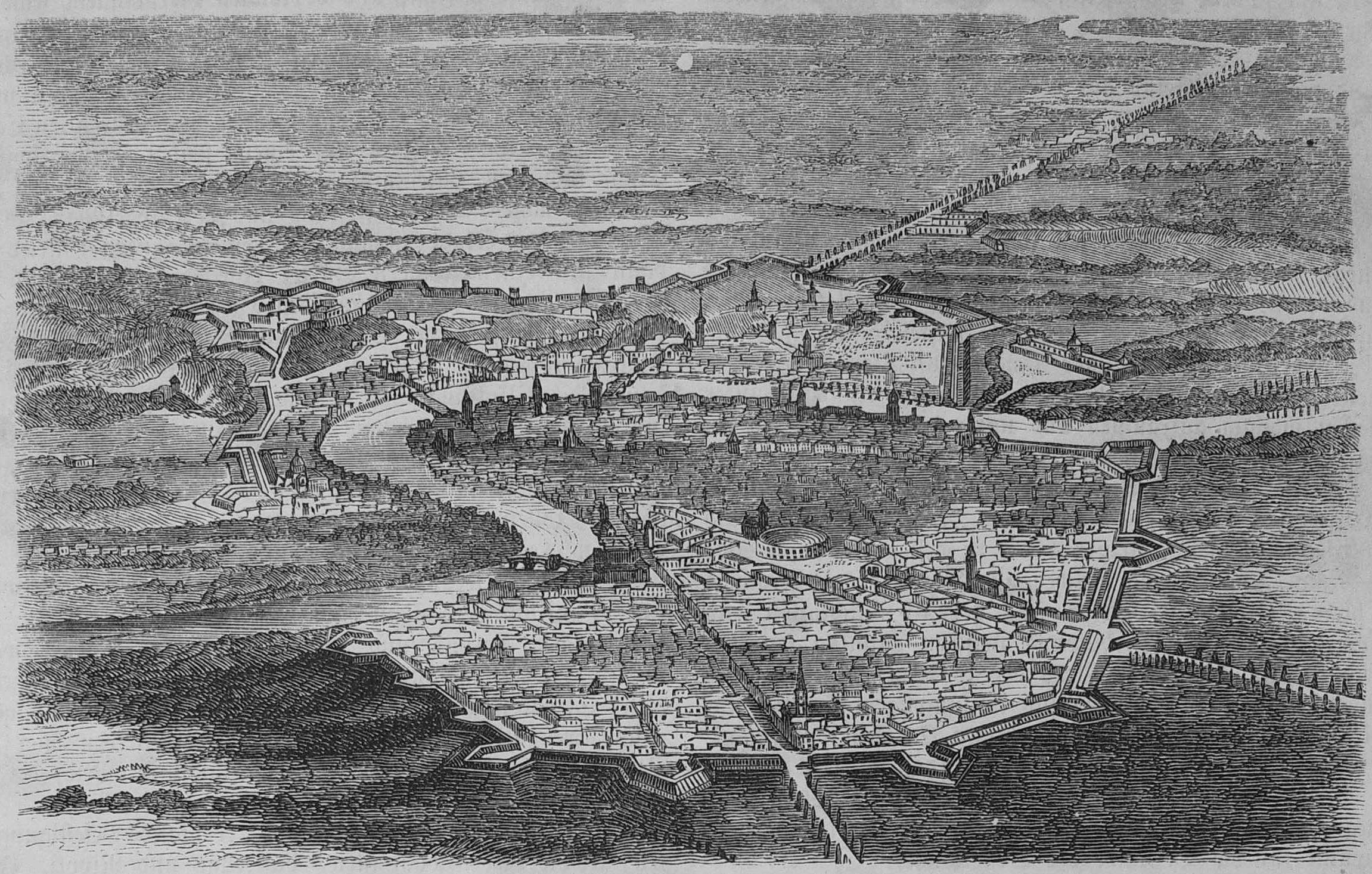
Verona megerődített városa
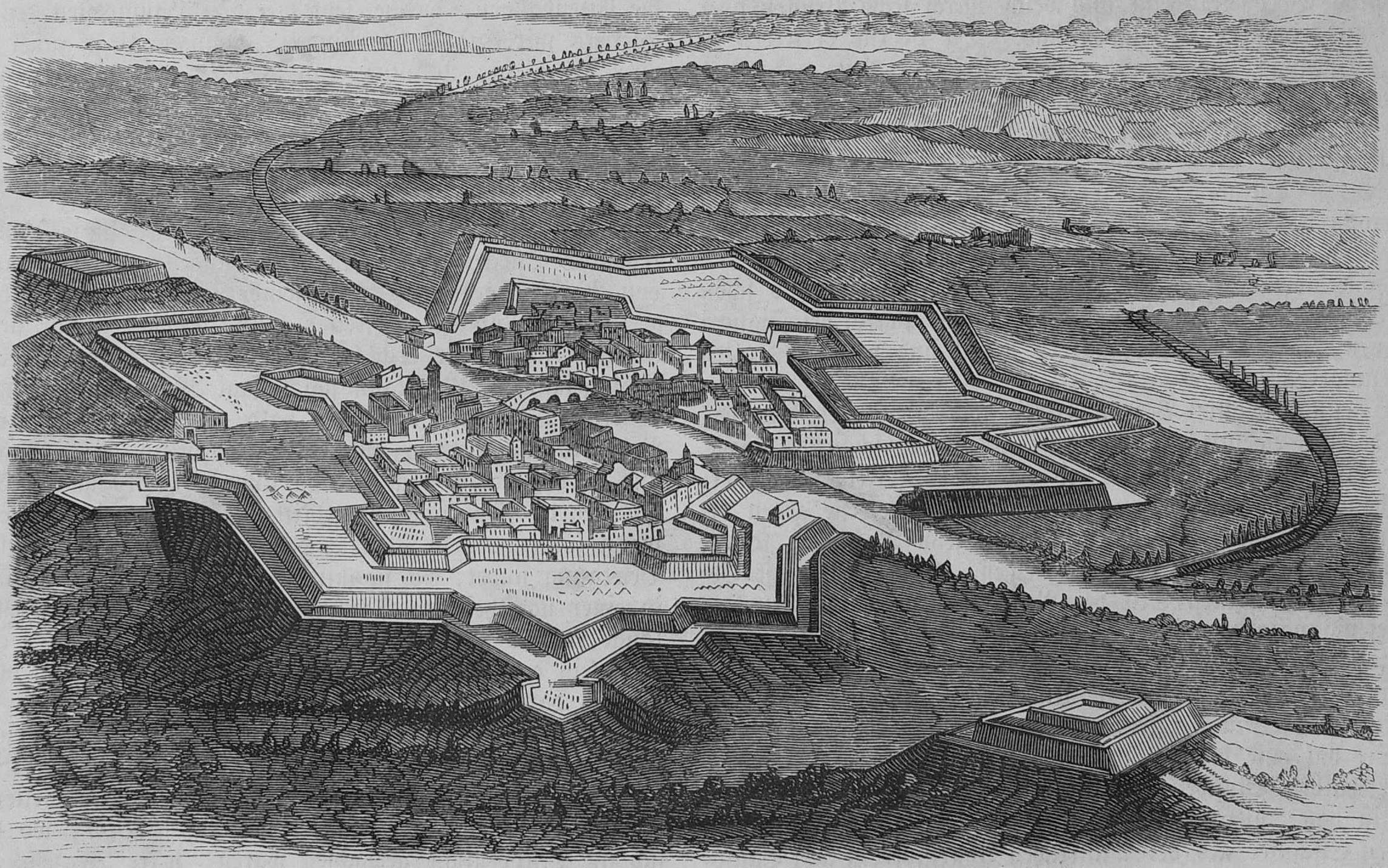
Legnago erődítményei
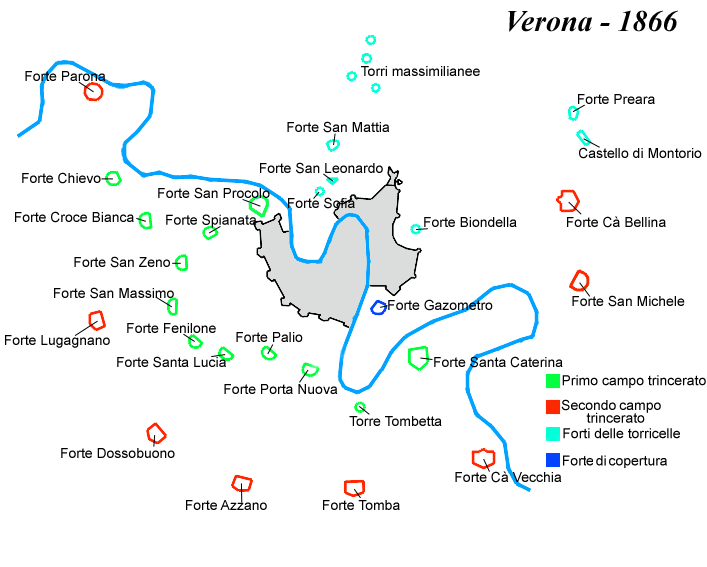
Verona erődrendszere 1859 után

### A Királyság megcsonkulása és megszűnése
Az 1848-as európai forradalmi hullám során Milánóban is kitört az „ötnapos felkelés” 1848. március 18–22). Az osztrák csapatoknak ki kellett vonulniuk a városból, a császári kormányzó hivatala helyett kikiáltották az Ideiglenes Lombardiai Kormányzótanácsot (Governo Provvisorio di Lombardia). Velencében is helyreállították Szent Márk Köztársaságát (Repubblica di San Marco), a Velencei Ideiglenes Kormányzótanács (Governo Provvisorio di Venezia) vezetése alatt. Rövidesen Károly Albert szárd–piemonti király (1798–1849) is hadat üzent, csapatai bevonultak Lombardiába, megkezdődött az „első olasz függetlenségi háború”. Az osztrák csapatok, Radetzky tábornagy parancsnoksága alatt azonban 1848. július 24–25-én a custozzai csatában legyőzték a piemonti haderőt, és augusztus 6-án ismét bevonultak Milánóba, majd augusztus 24-én, hosszú ostrom után visszafoglalták Velencét is. A háború lezárult, az osztrák központi hatalmat mindkét tartományban helyreállították.
Cavour gróf, szárd–piemonti miniszterelnök, III. Napóleon francia császár támogatásával továbbra is igyekezett Lombardiát leválasztani az Osztrák Császárságról. 1859-ben kitört a szárd–francia–osztrák háború (más néven „második olasz függetlenségi háború”). A Lombardiában felvonuló osztrák haderő a magentai és solferinói csatákban súlyos vereségeket szenvedett az egyesült francia és piemonti haderőktől, ennek nyomán az osztrákok Lombardiát (Mantova kivételével) és az egykor Velencéhez tartozó Bergamót és Bresciát is átengedni kényszerültek Franciaországnak. E tartományokat III. Napóleon 1860-ban átadta a Szárd–Piemonti Királyságnak, cserébe Nizza és Savoya átengedéséért. Parma és Modena függetlenek maradtak. 1861-ben megalakult az Olasz Királyság, amely már igényt formált az Osztrák Császárság itáliai tartományaira is.
1866-ban a porosz–osztrák–olasz háborúban II. Viktor Emánuel király a Porosz Királyság oldalára állt, hogy Ausztriától megszerezze Veneto tartományt is. Június 24-én a custozzai csatában az osztrák Déli Hadsereg, Albert főherceg tábornagy parancsnoksága alatt döntő vereséget mért az olasz csapatokra, és sikeresen megvédelmezte Venetót. Ennek ellenére a porosz–osztrák háborút lezáró bécsi békeszerződésben az Osztrák Császárság kénytelen volt átengedni az Olasz Királyságnak Veneto tartományt és Mantova városát is. Ezzel a Lombard–Velencei Királyság megszűnt.

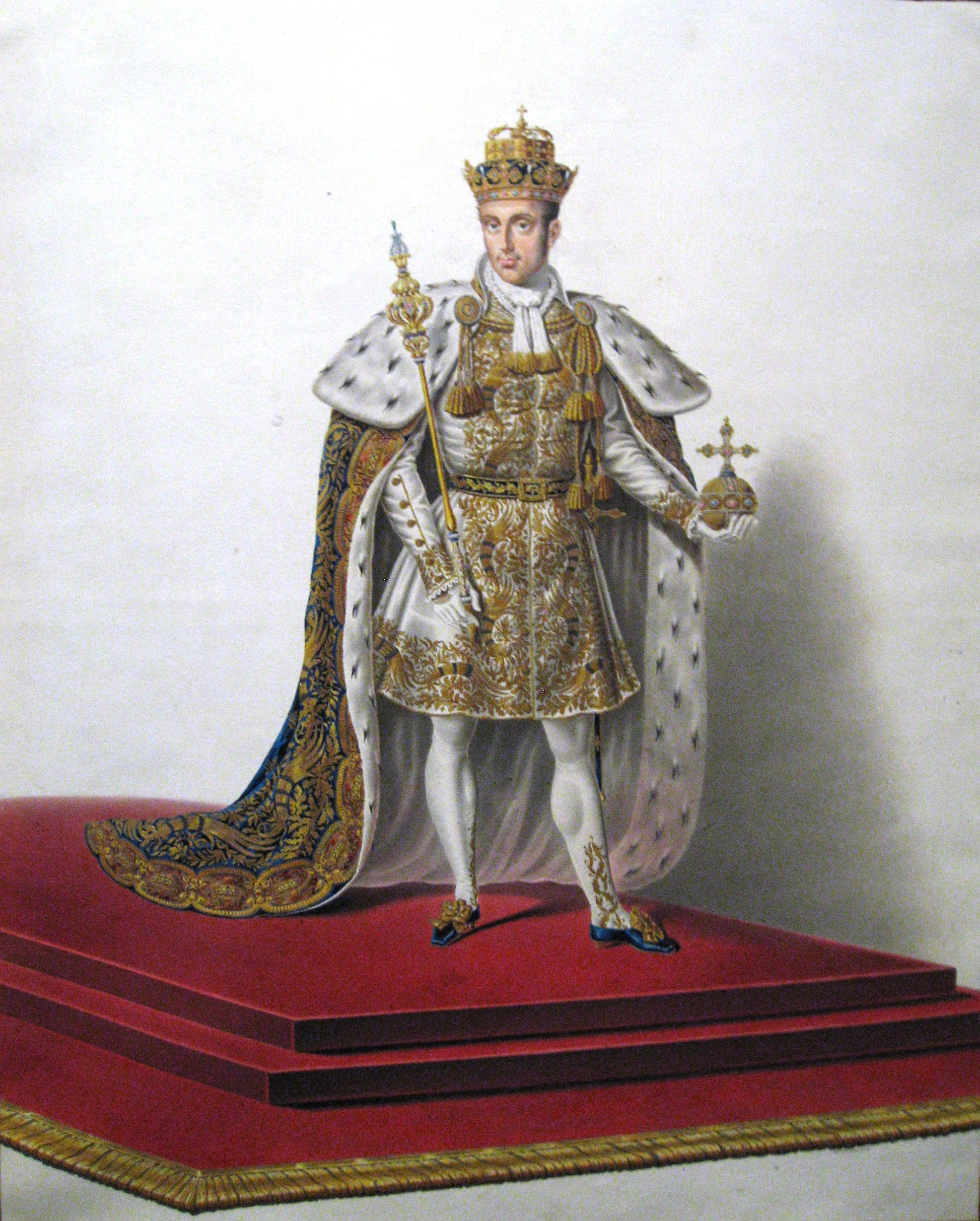
I. Ferdinánd császár lombard–velencei koronázási díszruhában

## A Lombard-Velencei Királyság uralkodói, alkirályai, főkormányzói

### Uralkodók
A királyság uralkodója a mindenkori osztrák császár volt (egyben magyar és cseh király is):
- 1815–1835-ig: I. Ferenc császár (Imperatore Francesco I d’Austria);
- 1835–1848-ig: I. Ferdinánd császár (Imperatore Ferdinando I d’Austria);
- 1848–1866-ig: I. Ferenc József császár (Imperatore Francesco Giuseppe I d’Austria).

### Alkirályok(Viceré, Vizekönig)

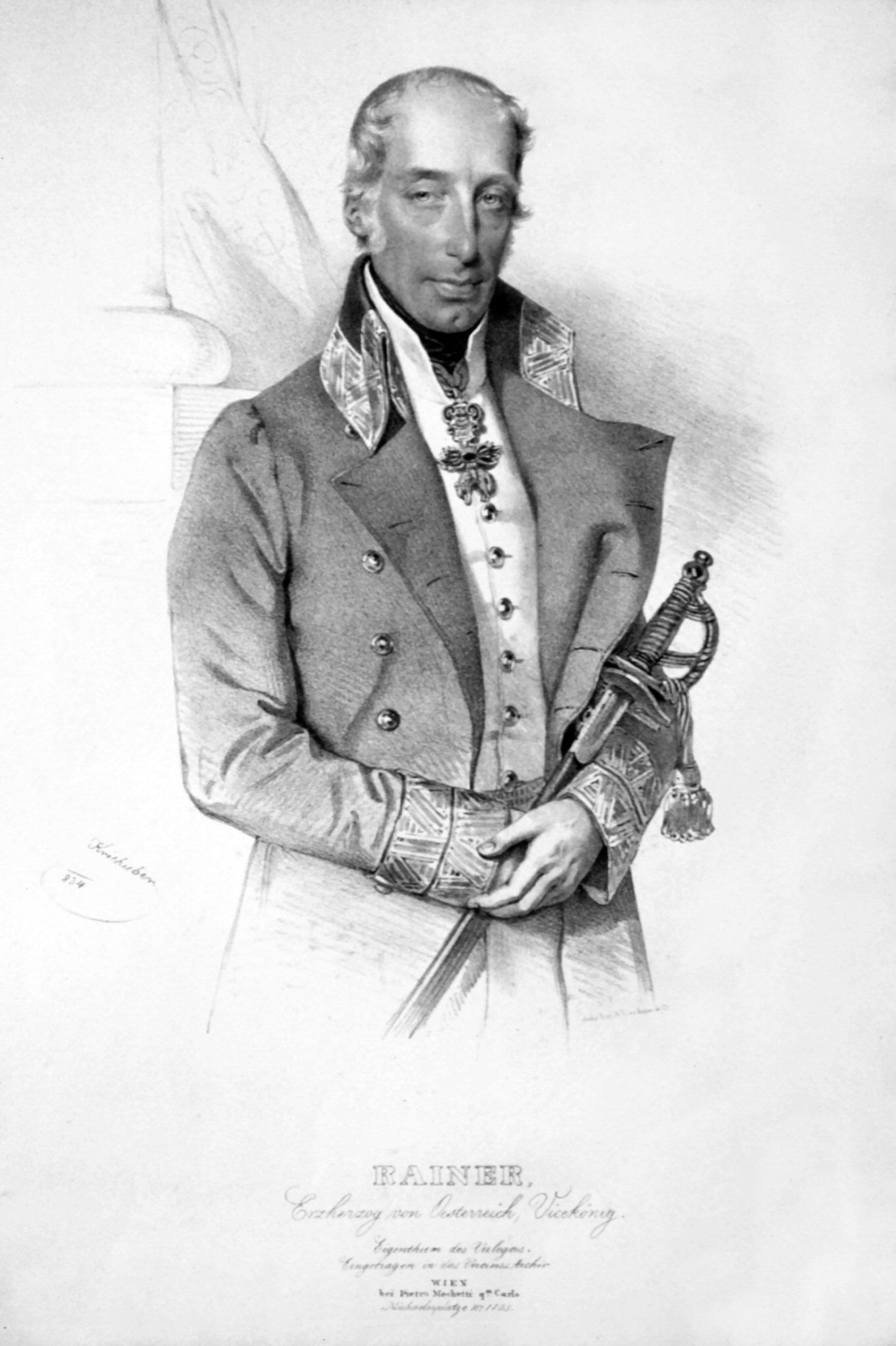
Rainer főherceg, a Császári-Királyi Hadsereg (Kaiserlich-Königliche Armee) táborszernagyi (k.k. Feldzeugmeister) egyenruhájában

- 1816. március 7. – 1818. januárig: Antal Viktor osztrák főherceg (Arciduca Antonio Vittorio d’Austria 1779–1835);
- 1818. január – 1848. májusig: Rainer József osztrák főherceg: (Arciduca Ranieri Giuseppe d’Austria, 1783–1853);
- 1848. május – 1857. szeptember 6-áig: Joseph Wenzel Radetzky tábornagy (1766–1858), teljhatalmú főkormányzó, az alkirályi tisztséget is átmenetileg ráruházták;
- 1857. szeptember 6. – 1859. április 20-áig: Ferdinánd Miksa osztrák főherceg (Arciduca Massimiliano d’Austria) (1832–1867), a későbbi I. Miksa mexikói császár;
- 1859. április 20. – június 8-áig: Marosnémeti és Nádaskai Gyulai Ferenc gróf táborszernagy, főkormányzó (1798–1868), egyben a 2. osztrák hadsereg parancsnoka (teljhatalommal);
- 1859. június 8. – augusztus 1-jéig: Heinrich von Hess báró tábornagy, főkormányzó (formálisan).

### Főkormányzók(Governatore Generale, Generalgouverneur)
- 1814–1815-ig: XV. Henrik, Reuss és Plauen hercege (formailag, mert a királyság még megszállás alatt állt);
- 1815–1816. március 7-ig: Heinrich Johann von Bellegarde gróf, tábornagy;
- 1816–1848: A tisztséget megosztották Lombardia és Veneto kormányzói között;
- 1848. május – 1857. szeptember 6-ig: Joseph Wenzel Radetzky tábornagy, főkormányzó: (teljhatalommal);
- 1857–1859: A tisztséget megosztották Lombardia és Veneto kormányzói között.

### Lombardia helytartói(Luogotenenti, Statthalter)
- 1814. április 28. – 1816-ig: Heinrich Johann von Bellegarde gróf tábornagy;
- 1816 – 1818. február 24-ig: Franz Anton von Saurau gróf (1760–1832);
- 1818. február 24. – 1830. május 3-ig: Giulio Strassoldo di Sotto (1771–1830);
- 1830. május 10. – 1840 decemberéig: Franz Hartig gróf;
- 1840. december – 1841 májusáig: Robert von Salm-Kingiffeescheid;
- 1841. május – 1848. március 18-ig: Johann Baptist von Spaur gróf (1777–1852);
- 1848. március 18–22-ig: Heinrich O’Donnell gróf (1802–1872) (formálisan);
- 1848. március 23. – 1848. augusztus 6-ig: A tisztség szünetel. Megszálló csapatai élén Károly Albert szárd–piemonti király a katonai kormányzó. Népszavazás Lombardia és Piemont egyesítéséről;
- 1848. augusztus 6. – szeptember 1-jéig: Felix zu Schwarzenberg herceg (1800-1852);
- 1848. szeptember 1–24-ig: Franz Emil Lorenz von Wimpffen gróf altábornagy (1797–1870) (in rappresentanza);
- 1848. szeptember 25. – 1849-ig: Albrecht von Montecuccoli-Laderchi (formálisan);
- 1849–1850-ig: Karl Philipp Borromäus zu Schwarzenberg herceg, Sulz és Kleggau őrgrófja (1802–1858) (formálisan);
- 1851. január 10. – 1857. január 10-ig: Michael von Strassoldo-Grafenberg gróf (1798–1873), Lombardia helytartója címzéssel;
- 1857. január 10. – 1859-ig: Friedrich von Bürger báró.

### Velence tartomány helytartói(Luogotenenti, Statthalter)
- 1814 – 1815-ig: XV. Henrik, Reuss és Plauen hercege (elméletileg, mivel a Királyság de jure még nem alakult meg;)
- 1815 – 1819-ig: Peter Goëss gróf;
- 1819 – 1820-ig: Ferdinand Ernst Maria von Bissingen und Nippenburg gróf;
- 1820 – 1826-ig: Carlo Inzaghi gróf;
- 1826 – 1840-ig: Johann Baptist von Spaur;
- 1840 – 1848. március 22-ig: Erdődi Pálffy Alajos gróf (1801–1876);
- 1848. március 22. – 1848 áprilisáig: Vázsonykői Zichy Ferdinánd gróf, altábornagy (1783–1862), Velence helyőrségének parancsnoka (Széchenyi Zsófia férje, Széchenyi István sógora);
- 1848. március 23. – augusztus 24-ig: Együtt él az újjáalakult Velencei Köztársaság hatósága és az osztrák közigazgatás;
- 1848. április – 1849-ig: Laval Nugent von Westmeath gróf, tábornagy (1777–1862), katonai kormányzói minőségben, de polgári kormányzóként működött;
- 1849. augusztus 24. – 1849 októberéig: Karl von Gorzkowsky lovassági tábornok;
- 1849. október – 1850. július 22-ig: Puchner Antal Szaniszló báró, lovassági tábornok (1779–1852);
- 1850. július 22. – 1855 februárjáig: Georg Otto Ritter von Toggenburg-Sargans (1811–1888);
- 1855. augusztus – 1860. február 6-ig: Cajetan von Bissingen-Nippenburg gróf (1806–1890);
- 1860. február 9. – 1866. október 18-ig: Georg Otto Ritter von Toggenburg-Sargans (másodszor e tisztségben);
- 1866 októberétől (az Olasz Királyság részeként): Genova Giovanni, Thaon di Revel grófja (1817–1910), olasz királyi Főmegbízott (Commissario del Re), és Edmond Le Boeuf tábornok (1809–1888), francia császári Főmegbízott.

| Előd: Itáliai Királyság | 1815 – 1866 | Utód: Olasz Királyság |

## Külső hivatkozások
- http://www.worldstatesmen.org/Italy_states.htm Itáliai államférfiak és államhivatalnokok 1861 előtt.